# جيما ويلن
جيما إليزابيث ويلن (بالإنجليزية: Gemma Whelan)‏ (مواليد 23 أبريل 1981) هي ممثلة وكوميدية إنجليزية اشتهرت بأدائها لدور يارا غريجوي في مسلسل الدراما الفانتازي «صراع العروش» على قناة HBO.

## السيرة المهنية
فازت ويلن بجائزة «النساء المضحكات» عن فئة كوميديا الستناند أب عام 2010. غالباً ما تؤدي ويلن دور شخصية تدعى تشاستيتي باتروورث في عروضها الكوميدية، وقد سجَّلت حلقة دردشة تجريبية على إذاعة البي بي سي 4 بعنوان «برنامج تشاستيتي باتروورث» عام 2014.
وأدت ويلن على الشاشة عدة أدوار مُساعِدة في مسلسلات وأفلام ومنها دورها في فيلم «رحلات غاليفر» وفيلم «الرجل الذئب» (كلاهما صدر عام 2010). كما أخذت أدواراً في عدد من المسلسلات الكوميدية البريطانية.
بدأت في شهر أغسطس من عام 2011 بلعب دور شخصية يارا غريجوي في مسلسل الدراما الفانتازي «صراع العروش» على قناة HBO وتكرر ظهورها في مواسم المسلسل بدءاً من الموسم الثاني وما تلاه من مواسم.

## الحياة الشخصية
درست جيما ويلن في ثانوية كينغ الخاصة للبنات في وَرك. تخصصت ويلن برقص الجاز والرقص النقري الاحترافي بالإضافة إلى مسيرتها في مجالي التمثيل والكوميديا. وهي عضوة في مجموعة الرقص «Beaux Belles» المحلية بلندن. كما تدربت على الأداء المسرحي الموسيقي وتغني بطبقة الميزو-سوبرانو. كما تستطيع ويلن إجراء محادثات باللغة الإسبانية.
تعيش ويلن في لندن وكانت تتوقع إنجاب طفلة مع زوجها جيري في شهر يوليو من عام 2017. وبالفعل فقد أنجبت طفلة بعد بضعة أشهر من ذلك.
ويلن نباتية ومع ذلك فقد قالت بأنها قد اضطرت لأكل لحوم الدجاج من أجل أداء دورها في «صراع العروش».

## وصلات خارجية
- جيما ويلن على موقع IMDb (الإنجليزية)
- جيما ويلن على موقع روتن توميتوز (الإنجليزية)
- جيما ويلن على موقع قاعدة بيانات الفيلم (الإنجليزية)

- جيما ويلن في قاعدة بيانات الأفلام على الإنترنت (بالإنجليزية)